# César Baena
César Augusto Baena Sierraalta, OFM (Altamira, Caracas, 2 de noviembre de 1986) es un esquiador venezolano y español. Entrenador del equipo nacional de esquí de Venezuela. Fue el primer esquiador de fondo suramericano en participar de una Copa del Mundo. Ganador del Merino Muster 2009 en Nueva Zelanda. Récord Mundial Guinness de la mayor travesía con esquís de ruedas sobre asfalto (rollerskiing).

## Trayectoria
Empezó a esquiar a la edad de 19 en la modalidad de esquí alpino en el centro de esquí artificial Neuss; ubicado cerca de Dusseldorf en Alemania. En 2007 se entrenó en un deporte también sobre nieve pero en otra modalidad; el esquí nórdico, con miras a participar en el Campeonato de Biathlón de América del Sur en el Regimiento Militar del Ejército en Portillo; frontera de Chile con Argentina. En 2008 lo hizo en un glaciar al sur de Austria y posteriormente en la Escuela Militar de Esquí ubicada en el Cerro Otto; en Bariloche Argentina. En el 2008 fue el primer suramericano en el Skier Canguro Hoppet, (en la 18.ª edición, en Australia, con carreras de 42 km), y en el Campeonato Nacional de Esquí de Australia. En 2009 participó en el Campeonato Mundial de Esquí Liberec 2009, en Chequia. Con la participación el 6 de diciembre de 2009 en la Copa del Mundo de Dusseldorf pasó a ser el primer esquiador de fondo suramericano en participar de una Copa del Mundo. Ha competido 5 veces y finalizado 4 la Vasaloppet; la carrera de esquí más concurrida del mundo con más de 15 mil participantes y una de las más largas, con 90kms de recorrido. César establecioó en el 2012 el récord Mundial Guinness del recorrido más largo sobre Esquí de Asfalto por haber recorrido 2246 km desde Estocolmo hasta Oslo, pasando por las poblaciones de Åre y Meräker. El Presidente de la República, Nicolás Maduro, otorgó el 29 de agosto de 2013 la Orden Francisco de Miranda al esquiador, quien consiguió su primer Récord Guinness en 2012, al esquiar en asfalto desde Suecia hasta Noruega. Así mismo ha participado en los Campeonatos Mundiales de Esquí Nórdico de Oslo 2011, Val Di Fiemme 2013, Falun 2015 y Lahti 2017.
Tras decisión unánime del Ministerio de Justicia del día 25/11/22 le fue concedida la nacionalidad española por la Ley 12/2015, en materia de concesión de nacionalidad a los sefardíes originarios de España. La norma avalada por el Rey Felipe VI posibilitó la adquisición de la nacionalidad española a los descendientes de los judíos sefardí expulsados de España en 1492.

César ha competido en más de 100 carreras oficiales de la Federación Internacional de Esquí en representación de Venezuela con la modalidad de esquí nórdico sobre nieve y en algunos casos con esquí de ruedas (rollerskiing) en los siguientes países:
| PAÍS                 |
| -------------------- |
| Alemania             |
| Argentina            |
| Armenia              |
| Australia            |
| Austria              |
| Brasil               |
| Bosnia y Herzegovina |
| China                |
| Colombia             |
| Eslovaquia           |
| Finlandia            |
| Irán                 |
| Italia               |
| Lituania             |
| Macedonia del Norte  |
| Noruega              |
| Nueva Zelanda        |
| Reino Unido          |
| República Checa      |
| Rusia                |
| Suecia               |
| Suiza                |
| Turquía              |

## Victorias
César Baena ha obtenido primer lugar en las competiciones internacionales de Snowfarm en Nueva Zelanda en el año 2009, Londres en el Reino Unido en el año 2013, así como un segundo lugar también en Londres en el año 2013.
| Carrera                                   | Fecha                    | Lugar    | Modalidad                                                    |
| ----------------------------------------- | ------------------------ | -------- | ------------------------------------------------------------ |
| Merino Muster                             | 22 de agosto de 2009     | Snowfarm | 7 km                                                         |
| Double Pursuit - Hillingdon Cycle Circuit | 22 de septiembre de 2013 | Londres  | 7,5 km Técnica Clásica + 7,5 km Técnica Libre (rollerskiing) |

## Copas del Mundo Esquí Nórdico
Baena fue el primer esquiador de fondo latinoamericano en participar de una Copa del Mundo, en Duesseldorf, Alemania 6 de diciembre de 2009 y luego también participó en Davos Suiza 13 de diciembre de 2009. También compitió en la copa del Mundo en Sochi Rusia la cual fue un Test Event para los Juegos Olímpicos de Invierno Sochi 2014.
| Fecha                   | Lugar       | Modalidad |
| ----------------------- | ----------- | --------- |
| 6 de diciembre de 2009  | Duesseldorf | Sprint    |
| 12 de diciembre de 2009 | Davos       | Sprint    |
| 1 de febrero de 2013    | Sochi       | Sprint    |

## Campeonatos Mundiales y Juegos Olímpicos

### Liberec 2009
Hizo su debut en los Campeonatos Mundiales en los 10 km técnica clásica así como en el sprint de técnica libre. Las complicaciones en la primera de las pruebas en cuanto a la parafina empleada y la renuncia a retirarse de la prueba dio a pie la bienvenida al equipo Fénix Ski Team Jesenik.

### Oslo 2011
Participó junto a su hermano Bernardo Baena en los Campeonatos Mundiales de Esquí Nórdico Oslo 2011. Fueron el primer y único equipo equipo de relevo en la historia de Latinoamérica en competir en un Campeonato Mundial de Esquí Nórdico; durante su participación en el relevo de Sprint. Asimismo compitió en los 10 km calificación en clásico, sprint individual; competencia en la cual venció por primera vez al Keniano Philip Boit, también compitió de la persecución y los 50 km.

### Val Di Fiemme 2013
Para la participación a este Campeonato Mundial el grupo de entrenamiento de Ljusdal Skidgymnasiet invitó a César Baena y a su hermano entrenar todo el año y durante los meses de ausencia de invierno recurrían tanto al Esquí de Ruedas sobre Asfalto como a un centro de entrenamiento de nieve artificial en Torsby; Suecia, ubicado a 3 metros bajo tierra. Participó en las carreras de sprint, skiatlón (la combinación de 15 km Clásico con 15 km de Skating) y en la prueba de 50 km.

### Sochi 2014
Baena fue seleccionado como Capitán de Equipo de Venezuela para los XXII Juegos Olímpicos de Invierno Sochi 2014. La designación fue anunciada por el ministro para el Deporte, Antonio Álvarez, y la decisión fue avalada por el presidente del Comité Olímpico Venezolano, Eduardo Álvarez.

### Falun 2015
Participó en su cuarto Campeonato Mundial de Esquí en las pruebas de 10 km técnica de patinaje y sprint en técnica clásica.

### Lahti 2017
Baena participó en su quinto Campeonato Mundial de Esquí en las pruebas de 10 km técnica de clásica y sprint en técnica libre.

## Récords Guinness
La Organización Records Guinness envió al esquiador venezolano César Baena, el certificado de aprobación del viaje más largo a través de esquís de ruedas desde Suecia hasta Noruega, prueba donde recorrió una distancia de 2246,21 km entre el 11 de mayo y el 5 de julio de 2012.
En la página oficial de Records Guinness señala que: «El viaje más largo en los esquís de rodillos es de 2246,21 km y fue alcanzado por César Baena (Venezuela) desde Estocolmo, Suecia, hasta Oslo, Noruega, entre el 11 de mayo y el 5 de julio de 2012».
En el portal también se especifica que el criollo estuvo acompañado en el recorrido por su hermano Bernardo Baena y por el fotógrafo Anton Sjudin.
El venezolano duró 6 años tras la organización para que le aprobaran la idea. Una vez aprobada en 2011, el atleta se comunicó con la Organización de Record Guinness en Londres sobre su inicio del recorrido en el cual se inició en la sede de la SVT (Televisión de Suecia) en Estocolmo; Suecia, el 11 de mayo de 2012 finalizando en Holmenkollen (Oslo, Noruega) lugar al que arribó el 5 de julio del mismo año para regalarle este récord a Venezuela en su cumpleaños, cumpliéndose ese día 202 años de la firma del acta de independencia.
Asimismo, el 5 de abril de 2013 comenzó oficialmente su intento por batir su propio récord al partir desde la Plaza de la Juventud; ubicada en la Asunción, capital del Estado Nueva Esparta para recorrer Venezuela por 14 estados y culminando el 5 de julio del mismo año en los Próceres Caracas, tras recorrer 2508 km.
El 29 de agosto de 2013 recibió de la mano del Presidente de la República Bolivariana de Venezuela; Nicolás Maduro, la Orden Francisco de Miranda.
Durante el año 2014, el francés Gerard Proteau superó las dos marcas del venezolano, recorriendo de Oslo a París un total de 2783 km.
Posteriormente, a fin del mismo año, Baena asumió nuevamente el reto, con el objetivo de vencer al francés, recorriendo durante 44 días toda Nueva Zelanda, de norte a sur, con el objetivo de defender la marca de Venezuela. Comenzó en el Faro de Cabo Reinga, ubicado al extremo norte de La Isla Norte, siguiendo por las localidades de Auckland, Waihi, Tauranga y Hamilton. Posteriormente en la Isla Sur; conectó desde Picton hasta Invercargill. En su último día, el venezolano luchó metro a metro contra el granizo que caía y el viento en contra hasta llegar a la meta, en la localidad de Bluff, en el extremo sur de la Isla Sur el 4 de febrero de 2015. De esta manera batió el récord por el recorrido más largo en esta especialidad deportiva, tras recorrer 2852 km y así superar la distancia marcada por el francés, en la disputa por el título mundial.

## Entrenadores
| Entrenador      | País de origen  | Temporada |
| --------------- | --------------- | --------- |
| Calle Rumpeltin | Alemania        | 2005-2006 |
| Ubaldo Prucker  | Italia          | 2006-2007 |
| Toni Linsberger | Austria         | 2007-2008 |
| Viktor Novotny  | República Checa | 2008-2009 |
| David Schreier  | República Checa | 2009-2011 |
| Mattias Lind    | Suecia          | 2011-2012 |
| Helena Wiklund  | Suecia          | 2012-2013 |
| Ulf Karlsson    | Suecia          | 2013-2016 |
| David Schreier  | República Checa | 2017-2018 |

## Accidente
El domingo 14 de junio de 2015, a las 11 a. m., el esquiador venezolano se dirigía en su motocicleta camino Brasil, con el objetivo desde allí; una vez en territorio brasilero, comenzar desde la población de Pacaraima el récord Mundial Guinness de la Mayor Travesía con rollerskis (esquiés de ruedas sobre asfalto) hasta Maracaibo (Venezuela). Ya faltando pocos minutos para llegar a la frontera la suerte no estuvo de su lado, por fallos mecánicos perdió el control de su motocicleta en una curva; y accidentándose de una manera que por pocos metros salvo su vida, siendo el accidente más difícil de su carrera deportiva. Un equipo de paramédicos indígenas por suerte se encontraban cerca del lugar del incidente (Comunidad Indígena de Betania), y fue atendido solo con primeros auxilios. Luego fue llevado al CDI de las Claritas donde un oficial del ejército venezolano posteriormente lo trasladó en su vehículo particular hasta el puesto militar del Dorado donde una ambulancia de Tumeremo posteriormente lo llevó al hospital. Presentaba una perforación en la rodilla izquierda hasta el hueso de 3 × 5 × 10 cm, y su mano estaba claramente destruida con fractura en el 5.º dedo, y tendones destruidos en el 3.º, 4.º y 5.º dedo de la mano izquierda. Gracias al apoyo del Alcalde fue llevado en un auto hasta Ciudad Bolívar. Luego de 17 horas del accidente, fue atendido y operado por el Dr. Kaleb de la clínica San Pedro donde permaneció dos días en terapia intensiva. Posteriormente, la Aviación Militar Venezolana envió un equipo de rescate al aeropuerto de Ciudad Bolívar, desde donde fue trasladado al aeropuerto La Carlota y fue recibido por la doctora Torrealba. Se le realizó un colgajo e injerto al quinto dedo y luego de una tercera intervención quirúrgica y 33 días de hospitalización, la doctora logró reconstruir su mano.